# Lambert Galibali
Lambert Galibali est un homme politique congolais, ancien maire de Brazzaville, né le 1er janvier 1940 à Lékana (Plateaux) et mort le 25 juillet 2020 à Le Chesnay, en France, des suites d’une maladie à l’âge de 80 ans.
Il a été député à l'Assemblée nationale du Congo à deux reprises (1964 - 1968 et 1992 - 1997), maire de Brazzaville (1969 - 1974) puis ministre de l’Équipement publics, de la Construction, de l’Urbanisme, de l’Habitat et des Grands travaux (1992 - 1996).

## Biographie

### Naissance
Né le 1er janvier 1940 à Lékana, dans le département des Plateaux, Lambert Galibali est issu de l'ethnie téké[réf. souhaitée].

### Carrière politique
Lambert Galibali commence sa carrière politique sous l’autorité politique du vice-président de la République Jacques Opangault. Dès l'âge de 24 ans, il siège à l'Assemblée nationale, assurant les fonctions de premier questeur et de président de la commission finances et économie.
De 1964 à 1968, il est député à l’Assemblée nationale sous la présidence d’Alphonse Massamba-Débat, et en parallèle, il est le représentant du Congo auprès de la Communauté économique européenne (CEE) avec les États africains et malgaches associés (ACP) de 1967 à 1974.
Il a également été successivement préfet de la Sangha (Ouesso) de 1965 à 1968, et du Kouilou de 1968 à 1969.
Par la suite, il est élu maire de la ville de Brazzaville de 1969-1974, et supervise notamment la réalisation du Boulevard des armées. À ce titre, il dirige également la délégation congolaise lors des obsèques du général De Gaulle en France en 1970.
Il redevient député à l’Assemblée nationale de 1992 à 1997, puis ministre de l’Équipement publics, de la Construction, de l’Urbanisme, de l’Habitat et des Grands travaux de 1992 à 1996 sous la présidence de Pascal Lissouba.
En fin de carrière, il est ministre d’État en charge de l’Équipement de 1996 à 1997, toujours sous la présidence de Pascal Lissouba, jusqu'à ce que ce dernier soit remplacé par Denis Sassou-Nguesso à la tête du gouvernement congolais.
Après le coup d'État du 5 juin 1997 orchestré par Denis Sassou-Nguesso à l'issue de la guerre civile afin de renverser le président Pascal Lissouba, les collaborateurs de l'ancien président sont forcés de quitter le pays. En octobre 1997, Lambert Galibali s'exile donc en France et vit jusqu'à la fin de sa vie dans les Yvelines, dans la région parisienne.

### Décès
Lambert Galibali meurt le 25 juillet 2020 à Le Chesnay (France) des suites d’une maladie à l’âge de 80 ans. Un dernier hommage lui est rendu au Palais des congrès de Brazzaville le 24 août 2020. Il est inhumé dans la stricte intimité familiale au cimetière du centre-ville de Brazzaville, après un culte religieux à la cathédrale du Sacré-Cœur.

## Controverse
En mars 1977, Lambert Galibali est accusé à tort d'être l'un des complices de l’assassinat du président congolais Marien Ngouabi. Il est alors arrêté et emprisonné durant 5 ans avec sursis. Il s’avère ensuite que cette accusation était infondée : Lambert Galibali est donc libéré quelques années plus tard,.